# Екстензиван тип пољопривреде
Екстензиван тип пољопривреде присутан је од почетка развоја аграрне производње. Одликује се претежно природном производњом, коришћењем примитивних средстава за рад, малим приносима по хектару и грлу стоке и великом утрошњом људске радне снаге.
Овај тип производње тренутно је заступљен у следећим деловима Србије: делови Косова и Метохије, планински крајеви централне Србије и погранично подручје према Бугарској.

## Системи
Екстензивна пољопривреда најчешће подразумева узгој оваца и говеда у областима са ниском пољопривредном продуктивношћу, али укључује узгој пшенице, јечма, уља за јело и других житарица у областима као што је басен Мари—Дарлинг у Аустралији. Овде, због екстремне старости и сиромаштва земљишта, приноси по хектару су веома мали, али раван терен и веома велике фарме значе да су приноси по јединици рада високи. Номадско сточарство је екстреман пример екстензивне пољопривреде, где сточари селе своје животиње да би користили храну од повремене сунчеве светлости.

## Географија
Екстензивна пољопривреда се налази у деловима средње географске ширине већине континената, као и у пустињским регионима где вода за усеве није доступна. Природа екстензивне пољопривреде значи да захтева мање падавина него интензивна пољопривреда. Фарма је обично велика у поређењу са бројем запослених и новцем који се на њу троши. Године 1957, већина делова Западне Аустралије имала је пашњаке тако сиромашне да је могла да се подржава само једна овца на квадратну миљу.
Као што је потражња довела до основне поделе ратарских и сточарских делатности, ове области се такође могу поделити у зависности од падавина у региону, типа вегетације и пољопривредне активности унутар подручја и многих других фактора у вези са овим подацима.

## Предности
Екстензивна пољопривреда има низ предности у односу на интензивну пољопривреду:
- Мање рада по јединици површине је потребно за обрађивање великих површина, посебно зато што су скупе измене земљишта (као што је терасирање) потпуно одсутне.
- Механизација се може ефикасније користити на великим, равним површинама.
- Већа ефикасност рада значи генерално ниже цене производа.
- Добробит животиња је генерално побољшана јер се животиње не држе у загушљивим условима.[4][5]
- Мањи захтеви за уносима као што су ђубрива.
- Ако се животиње напасају на травњацима који су пореклом из датог локалитета, мање је вероватно да ће бити проблема са егзотичним врстама.
- Локална околина и земљиште нису оштећени прекомерном употребом хемикалија.
- Коришћењем машина и научних метода пољопривреде остварују се велике количине усева.
- Животиње које се узгајају на већим површинама се ефикасније развијају.

## Недостаци
Екстензивна пољопривреда може имати следеће проблеме:
- Краткорочно гледано, приноси имају тенденцију да буду много нижи него код интензивне пољопривреде.[7][8][9]
- Велики захтеви за земљиштем ограничавају станиште дивљих врста (у неким случајевима чак и веома ниске стопе залиха могу бити опасне), као што је случај са интензивним узгојем.

Некада се сматрало да екстензивна пољопривреда производи више метана и азот-оксида по kg млека него интензивна пољопривреда. Једна студија је проценила да је угљенични „отисак“ по милијарду kg (2,2 милијарде lb) млека произведеног 2007. године био 37 процената од еквивалентне производње млека из 1944. године. Међутим, једна новија студија Центра за међународну сарадњу у истраживању пољопривреде за развој утврдила је да екстензивни системи сточарства мање утиче на животну средину од интензивних система.